# Picramnia bullata
Picramnia bullata es una especie de planta con flor en la familia de las Simaroubaceae. Es endémica de Perú. La especie tipo se colectó en el departamento de Loreto.

## Taxonomía
Picramnia bullata fue descrita por William Wayt Thomas y publicado en Brittonia 42(3): 171–174, en el año 1990.

## Fuente
1. ↑  World Conservation Monitoring Centre 1998. Picramnia bullata. 2006 IUCN Lista Roja de Especies Amenazadas; bajado 23 de agosto 2007
2. ↑  Picramnia bullata en Trópicos
3. ↑  Picramnia bullata en PlantList

- Datos: Q5462028